# Італійська Серія A 1951–1952
Сезон 1951-52 Серії A — футбольне змагання у найвищому дивізіоні чемпіонату Італії, 21-й турнір з моменту започаткування Серії A. Участь у змаганні брали 20 команд, 3 найгірші з яких за результатами сезону полишили елітний дивізіон.
З наступного сезону кількість учасників Серії A зменшувалася до 18, тож на заміну трьом невдахам елітного дивізіону підвищення у класі отримував лише найсильніший клуб Серії B. Команда, яка зайняла друге місце у другому за ієрархією дивізіоні, мала шанс пробитися до Серії A у матчі плей-оф проти четвертої з кінця команди елітного дивізіону, перемогу в якому, втім, здобув представник Серії A «Трієстина» і зберіг за собою місце в еліті.
Переможцем сезону став клуб «Ювентус», для якого ця перемога у чемпіонаті стала 9-ю в історії.
| Чемпіон Італії 1951/52 |
| ---------------------- |
| «Ювентус» 9-й титул    |

## Команди-учасниці
Участь у турнірі брали 20 команд:

## Підсумкова турнірна таблиця
|                  |     | Турнірна таблиця 1951—1952 | О  | І  | В  | Н  | П  | М+ | М- |
| ---------------- | --- | -------------------------- | -- | -- | -- | -- | -- | -- | -- |
| Чемпіон Італії   | 1.  | »Ювентус"                  | 60 | 38 | 26 | 8  | 4  | 98 | 34 |
|                  | 2.  | «Мілан»                    | 53 | 38 | 20 | 13 | 5  | 87 | 41 |
|                  | 3.  | «Інтернаціонале»           | 49 | 38 | 21 | 7  | 10 | 86 | 49 |
|                  | 4.  | «Фіорентина»               | 43 | 38 | 17 | 9  | 12 | 52 | 38 |
|                  | 5.  | «Лаціо»                    | 43 | 38 | 15 | 13 | 10 | 60 | 49 |
|                  | 6.  | «Наполі»                   | 42 | 38 | 17 | 8  | 13 | 64 | 44 |
|                  | 7.  | «Сампдорія»                | 41 | 38 | 16 | 9  | 13 | 48 | 40 |
|                  | 8.  | «Новара»                   | 40 | 38 | 16 | 8  | 14 | 62 | 62 |
|                  | 9.  | СПАЛ                       | 37 | 38 | 12 | 13 | 13 | 52 | 50 |
|                  | 10. | «Про Патрія»               | 37 | 38 | 12 | 13 | 13 | 47 | 62 |
|                  | 11. | «Палермо»                  | 36 | 38 | 11 | 14 | 13 | 43 | 51 |
|                  | 12. | «Аталанта»                 | 34 | 38 | 13 | 8  | 17 | 54 | 61 |
|                  | 13. | «Комо»                     | 34 | 38 | 15 | 4  | 19 | 53 | 70 |
|                  | 14. | «Удінезе»                  | 34 | 38 | 11 | 12 | 15 | 43 | 62 |
|                  | 15. | «Торіно»                   | 34 | 38 | 12 | 10 | 16 | 39 | 58 |
|                  | 16. | «Болонья»                  | 33 | 38 | 11 | 11 | 16 | 45 | 55 |
|                  | 17. | «Трієстина»                | 32 | 38 | 11 | 10 | 17 | 47 | 68 |
| Вибув до Серії B | 18. | »Луккезе-Лібертас"         | 32 | 38 | 11 | 10 | 17 | 39 | 49 |
| Вибув до Серії B | 19. | «Падова»                   | 29 | 38 | 10 | 9  | 19 | 45 | 73 |
| Вибув до Серії B | 20. | „Легнано“                  | 17 | 38 | 4  | 9  | 25 | 37 | 85 |

## Чемпіони
Склад переможців турніру:
| Воротарі: Джованні Віола (34 матчі), Філіппо Каваллі (4). Захисники: Альберто Бертуччеллі (24), Ріно Ферраріо (24), Серджо Маненте (33), Джузеппе Корраді (17), Карло Парола (15, 1 гол), Енріко Боніфорті (2). Півзахисники: Джакомо Марі (31, 2), Альберто Піччініні (34), Ромоло Біццотто (10), Ерманно Скарамуцці (1). Нападники: Ермес Муччінеллі (30, 17), Карл Хансен (31, 12), Джамп'єро Боніперті (33, 19), Йон Хансен (36, 30), Карл Праст (35, 3), Паскуале Віволо (19, 12), Еміліо Капріле (5, 2). Тренер: Дьордь Шароші. |

## Бомбардири
Найкращим бомбардиром сезону 1951-52 Серії A став данський нападник»Ювентуса" Йон Хансен, який відзначився 30 забитими голами.
|     | Гравець             | Команда          | Громадянство | Голів | (пенальті) |
| --- | ------------------- | ---------------- | ------------ | ----- | ---------- |
| 1°  | Йон Хансен          | «Ювентус»        | Данія        | 30    | 3          |
| 2°  | Гуннар Нордаль      | «Мілан»          | Швеція       | 26    | -          |
| 3°  | Іштван Ньєрш        | «Інтернаціонале» | Угорщина     | 23    | 6          |
| 4°  | Рензо Буріні        | «Мілан»          | Італія       | 22    | 5          |
|     | Хассе Йеппсон       | «Аталанта»       | Швеція       | 22    | -          |
| 6°  | Джамп'єро Боніперті | «Ювентус»        | Італія       | 19    | -          |
| 7°  | Сільвіо Піола       | «Новара»         | Італія       | 18    | 3          |
| 8°  | Ермес Муччінеллі    | «Ювентус»        | Італія       | 17    | -          |
| 9°  | Шюкрю Гюлесін       | «Лаціо»          | Туреччина    | 16    | 3          |
| 10° | Беніто Лоренці      | «Інтернаціонале» | Італія       | 15    | -          |

Гуннар Нордаль, Іштван Ньєрш і Джамп'єро Боніперті забили по сто м'ячів у матчах Серії «А». По завершенні сезону, до десятки найвлучніших голеадорів ліги входять: Сільвіо Піола (260), Джузеппе Меацца (216), Гульєльмо Габетто (165), Карло Регуццоні (155), Амедео Амадеї (150), Феліче Борель (131), П'єтро Ферраріс (123), Етторе Пурічеллі (120), Джованні Феррарі (112), Гуннар Нордаль (111).